# Zapasy na Akademickich Mistrzostwach Świata 1996
Drugie Akademickie Mistrzostwa Świata w zapasach rozegrane zostały w Teheranie 9 grudnia 1996 roku.

## Tabela medalowa
Gospodarz zawodów został zaznaczony kolorem.
| Poz. | Państwo          |    |    |    | Łącznie |
| ---- | ---------------- | -- | -- | -- | ------- |
| 1    | Iran             | 5  | 2  | 1  | 8       |
| 2    | Rosja            | 3  | 3  | 1  | 7       |
| 3    | Białoruś         | 1  | 2  | 2  | 5       |
| 4    | Turcja           | 1  | 1  | 2  | 4       |
| 5    | Korea Południowa | 0  | 1  | 1  | 2       |
| 6    | Mongolia         | 0  | 1  | 0  | 1       |
| 7    | Azerbejdżan      | 0  | 0  | 2  | 2       |
| 8    | Armenia          | 0  | 0  | 1  | 1       |
|      | Łącznie          | 10 | 10 | 10 | 30      |

### Styl wolny
| Konkurencja         | Złoto                  | Srebro                | Brąz                     |
| Kategoria do 48 kg  | Ali Shokri Pour        | Piotr Jumszanow       | Beyhan Guelfiliz         |
| Kategoria do 52 kg  | Gholam Reza Mohammadi  | Gierman Kontojew      | Jeong Sun-won            |
| Kategoria do 57 kg  | Shamil Umakhanov       | Alireza Dabir         | Elman Əsgərov            |
| Kategoria do 62 kg  | Alireza Rezaji Manesz  | Choi Ho-jin           | Wielichan Ałachwierdijew |
| Kategoria do 68 kg  | Dawud Ghanbari         | Adem Kaya             | Siarhiej Dziemczanka     |
| Kategoria do 74 kg  | Nuri Zengin            | Adam Barachojew       | Akber Ismailov           |
| Kategoria do 82 kg  | Ali Reza Hejdari       | Sergej Poltorzhitskiy | Habetnak Kurginyan       |
| Kategoria do 90 kg  | Aleksandr Szemarow     | Ahmad Shekofteh       | Viktor Serbin            |
| Kategoria do 100 kg | Aslan Chagurow         | Gansokhdogh Palam     | Ajjub Baninosrat         |
| Kategoria do 130 kg | Alaksiej Miadzwiedzieu | Oleg Chorpiakow       | Zekeriya Güçlü           |